# 아사마정
아사마정(浅間町)은 나가노현 기타사쿠군에 있던 정이다. 현재의 사쿠시에 해당한다.

## 역사
- 1954년 11월 1일 - 이와무라다정, 다카세촌·나카사토촌·히라네촌이 합병해 아사마정이 성립하였다.
- 1961년 4월 1일 - 미나미사쿠군 노자와정, 나카고미정 기타사쿠군 히가시촌과 신설합병해 사쿠시가 성립하여, 동일 아사마정은 폐지되었다.

## 교통

### 철도
- 일본국유철도
  - 고우미선

### 도로
- 도미오카 가도 (현 국도 제254호선)
- 나카야마 가도

## 참고문헌
- 角川日本地名大辞典 20 長野県